# Morărești (gmina)
Morărești – gmina w Rumunii, w okręgu Ardżesz. Obejmuje miejscowości Dealu Obejdeanului, Dedulești, Luminile, Măncioiu, Morărești i Săpunari. W 2011 roku liczyła 2104 mieszkańców.